# 下呂市金山郷土館
下呂市金山郷土館（げろしかなやまきょうどかん）は、岐阜県下呂市にある博物館。
金山郷土館とも称する。

## 概要
- 郷土（旧・益田郡金山町）に由来のある資料を保管展示する施設である[1]。下呂市役所金山振興事務所内にある。
- 1967年（昭和42年）4月19日、金山町郷土館として開館[2][3]。建物は現在の下呂市金山町金山にあった旧・武儀郡金山町役場（1901年（明治34年）建築）を改修したもので、この建物の保存も目的であった[2][4]。民俗資料や古文書、約2000点を収蔵する[2]。2004年（平成16年）に金山町など益田郡4町1村が合併し下呂市が発足すると下呂市金山郷土館に改称する。
- 老朽化及び下呂市金山市民会館の増築に伴う公共施設整備事業により、建物が取り壊されることとなり、2006年（平成18年）に下呂市役所金山振興事務所（旧・益田郡金山町役場。1992年（平成4年）完成）の一部を改修し移転[5]。

## 利用案内
- 所在地：岐阜県下呂市金山町大船渡600番地8（金山振興事務所内）
- 開館時間：8:30 - 17:15[1]
- 休館日：土日曜日、祝日、年末年始（12月29日 - 1月3日）[1]
- 入館料：無料[1]

## 交通アクセス

### 公共交通機関
- JR高山本線飛騨金山駅下車、徒歩約10分

## 周辺施設
- 飛騨金山駅
- 関信用金庫金山支店